# Gala (Zeitschrift)

Logo bis März 2021

Ehemaliges Logo

Gala ist eine wöchentlich von Gruner + Jahr herausgegebene Illustrierte. Wesentlicher Inhalt der Zeitschrift sind Geschichten über Prominente und königliche Familien. Die verkaufte Auflage beträgt 123.069 Exemplare, ein Minus von 59,3 Prozent seit 1998.

## Geschichte
Die Zeitschrift wurde 1993 von Gruner + Jahr in Frankreich gestartet. Die deutsche Ausgabe wurde erstmals am 13. April 1994 veröffentlicht. Im Dezember 2001 übernahm Peter Lewandowski von Jörg Walberer den Posten des Chefredakteurs. 2006 wurde der Ableger Gala Style gestartet und 2009 der Ableger Gala Men. Im Oktober 2012 wurde Lewandowski als Chefredakteur von Christian Krug abgelöst. Nachdem Krug im Oktober 2014 Chefredakteur des Sterns wurde, übernahm Anne Meyer-Minnemann von ihm den Chefredakteursposten. Im Dezember 2019 wurde Meyer-Minnemann von Brigitte Huber abgelöst, die gleichzeitig auch Chefredakteurin von Brigitte, Barbara und Guido war. Im Mai 2022 wurde Doris Brückner neue Chefredakteurin. Am 11. Juni 2022 wurde von RTL eine Fernsehsendung mit dem Titel Gala gestartet, die von Annika Lau moderiert wird.
Im März 2025 verkaufte RTL Deutschland, das Mutterunternehmen von Gruner + Jahr, die Marken Brigitte, Gala und Eltern an die Funke Mediengruppe.

## Kontroversen
Im Jahr 2001 musste ein Schmerzensgeld von 200.000 DM an Caroline von Hannover gezahlt werden. Grund für das Schmerzensgeld waren Fotos, welche im Januar 1997 in der Gala veröffentlicht wurden. Die Strafe stellte einen neuen Rekord für in Deutschland verhängte Schmerzensgeldzahlungen dar.